# 南貢南鰍
南貢南鰍（學名：Schistura quaesita）為輻鰭魚綱鯉形目條鰍科南鰍屬的其中一種。分布於亞洲寮國Nam Ngum流域，體長可達5.4公分，棲息在礫石底質、水流湍急河川底層水域，生活習性不明。

## 扩展阅读
維基物種上的相關：南貢南鰍